# Francesco Landini
Pour les articles homonymes, voir Landini (homonymie).
Francesco Landini ou Landino (né v. 1335 à Florence (?) et mort le 2 septembre 1397) est un compositeur, organiste, chanteur, poète et créateur d'instruments italiens du XIVe siècle.
Connu à son époque sous les noms de « Magister Franciscus » — « Maître Francesco » — et  « Cieco degli Organi » — « L'Organiste Aveugle » —, Francesco Landini est le plus célèbre et le plus apprécié des compositeurs italiens de la seconde moitié du XIVe siècle. Son œuvre rayonna sur toute l'Europe.

## Biographie
Il y a peu d’informations sur la vie de Francesco Landini, rares sont les faits ayant laissé des traces écrites. Les quelques épisodes de sa vie dont le récit nous est parvenu proviennent des archives de la ville de  Florence ; notamment d'un ouvrage publié en 1385 par le célèbre chroniqueur florentin Filippo Villani, né vers 1325 et contemporain de Landini.
Bien que son arrière-petit-fils, l'humaniste Cristoforo Landino ait donné Fiesole comme ville de naissance, Landini est très probablement venu au monde à Florence. Son père, sans doute Jacopo del Casentino, fut un peintre de qualité, élève de Taddeo Gaddi, lui même élève de Giotto.
Aveugle dès la petite enfance et doué pour la musique, c’est en elle qu’il chercha le réconfort. Composant dès de début de la deuxième moitié du XIVe siècle, il fut proche de Pétrarque. Il mit en musique des poèmes de sa composition et composa surtout des « ballate » d'amour. Vers 1364, il reçut la couronne de lauriers de la ville de Venise des mains de Pierre de Lusignan. De 1365 à sa mort, il vécut à Florence, où il assumait la responsabilité des orgues de la basilique San Lorenzo. Ouvert à la philosophie, il s'intéressa tout spécialement aux écrits de Guillaume d'Ockham.
C’est à Florence qu’il mourut le 2 septembre 1397. Sa tombe se trouve dans la basilique San Lorenzo dont il est resté l'organiste jusqu’à la fin de sa vie.

## Œuvre
Ses compositions sont d’un volume considérable : elles représentent près du quart de la musique italienne du XIVe siècle qui nous soit parvenue, essentiellement via le Codex Squarcialupi.
On sait qu'il a composé de la musique sacrée, mais aucune œuvre de cette nature ne nous est parvenue.
Il y a 88 ballate à deux voix, 42 ballate à trois voix, et 9 ballate qui existent dans deux versions (à deux et à trois voix). Nous avons également quelques madrigaux.
Comme Guillaume de Machaut, Landini a écrit la plupart des textes qu'il met en musique.